# سیلور لپیک
سیلور لپیک (استونیایی: Silver Leppik؛ زادهٔ ۳۱ مارس ۱۹۸۳) بازیکن بسکتبال اهل استونی است.
از باشگاه‌هایی که در آن بازی کرده‌است می‌توان به تیم بسکتبال دانشگاه تارتو اشاره کرد.